# Арсанов, Саидбей Арсанович
Саидбей (Саид-Бей) Арсан(бек)ович Арсанов (2 октября 1889, Новые Атаги, Шалинский район — 12 июля 1968) — чеченский писатель, председатель Союза писателей Чечено-Ингушской АССР.

## Биография
Родился в семье крестьянина-батрака в селении Новые Атаги (ныне Шалинский район Чечни) 2 октября 1889 года. Его сестра — военная санитарка Фатима Арсанова, участница Стодневных боёв. Окончил четырёхклассное училище во Владикавказе.
Затем учился в Одесском электротехническом училище, в Политехническом институте в Санкт-Петербурге.
За участие в студенческих волнениях был отчислен из института и выслан в Вятскую губернию. Оттуда он уехал в Германию, где работал на заводе.
С началом Первой мировой войны Арсанов вернулся в Россию. Участвовал в боях против армии Колчака. С 1921 года работал в Чечне. В 1925 году основал первую чеченскую газету «Серло». В 1930 году стал создателем Грозненской ассоциации пролетарских писателей. В 1925—1933 годах занимал различные посты в Чечне, затем стал представителем Чеченской автономной области при Президиуме ВЦИК СССР. В 1936—1937 годах возглавлял Чеченский научно-исследовательский институт.
В 1937 году Арсанов был незаконно осуждён и сослан на Колыму. В 1945 году, отбыв срок, он поселился в Алма-Ате, где жила его депортированная семья. Во время проживания в Казахстане Арсанов неоднократно избирался депутатом Алма-Атинского городского и областного советов. В 1957 году вернулся на родину, где возглавил Союз писателей Чечено-Ингушской АССР. В 1959 году вышел на пенсию.

## Творчество
Первые произведения Арсанова были опубликованы в 1926 году. Его крупнейшим произведением стал изданный в 1956 году исторический роман «Когда познается дружба», повествующий о революционной борьбе чеченского, ингушского и русского народов. Над этим романом автор работал более 30 лет. Первые его главы начали публиковаться ещё в 1930-е годы. Роман получил положительный отзыв Александра Фадеева:
Это первый советский роман о горцах, в котором нет ложной традиционной экзотики, и горцы поданы с подлинным знанием их быта и психики. Несомненно, он выдержит не одно издание и будет с особым интересом читаться нашей молодёжью.
Также перу Арсанова принадлежит ряд очерков и рассказов, которые опубликованы в сборниках «По Чечне», «Серебристая улыбка» и другие.

## Память
Именем Арсанова названа улица в Грозном.

## Произведения
- Держи крепко своё сердце. (Главы из романа «Держи крепко своё сердце») // Грозненский рабочий. 1930. 22 май — 8 июнь.
- Аул и люди (Главы из романа «Держи крепко своё сердце») // Революция и горец. 1930. № 1. С. 70-78; № 2. С. 63-69.
- За невестой, Земли ему (Главы из романа «Держи крепко своё сердце»). «Революция и горец», 1930, № 8, стр. 67-72.
- 905-й год (Отрывок из романа «Держи крепко своё сердце») // Грозненский рабочий. 1935. 22 — 29 сент.
- Расправа в тюрьме. Главы из романа «Держи крепко своё сердце» // Грозненский рабочий, 1935, 2-6 окт.
- Суд (Отрывок из романа «Когда познается дружба»). // Къинхьегаман байракх. 1956. 17 май.
- Когда познается дружба (Отрывок из одноимённого романа) // Грозненский рабочий. 1957. 26 февр.
- Слово о матери (Отрывок из романа «Когда познается дружба») // Грозненский рабочий. 1960. 17 нояб.
- Когда познается дружба. Роман. Алма-Ата, 1956.
- Когда познается дружба. Книга 1. Грозный, 1960.
- Когда познается дружба. Роман. Грозный, 1963.
- Ононди. Рассказ // На Севере Дальнем. 1964. № 2.
- Серебристая улыбка. Очерки и рассказы. Грозный, 1965.
- О верном друге. Роман. М., 1968.
- О близком и далеком. Рассказы и очерки. Грозный, 1969.
- Избранное. Когда познается дружба. Роман. М., 2009.